# Кайтаа (станція метро)
60°08′56″ пн. ш. 24°41′24″ сх. д. / 60.148919° пн. ш. 24.689904° сх. д.
Кайтаа (фін. Kaitans metrostation) або Кайтанс (швед. Kaitans) — проміжна станція Гельсінського метрополітену, що була відкрита 3 грудня 2022 року. 

Станція знаходиться у північній частині мікрорайону Ійвісніємі району Кайтаа, Еспоо.
Його архітектурна тема - "зелені квартали дворів", які відсилають до характерних особливостей Ійвісніємі. 
Зовнішній вигляд станції поєднує металеві, скляні та бетонні поверхні з типовими для місцевості кольорами соснового лісу. 

Головний вхід розташований на східному кінці запланованої блокової споруди на розі вулиць Кайтаантіе та Ійвісніеменкату. 
Крім того, Ійвіснієменкалліо, на північній стороні якого окреслено додаткову забудову, має резервацію для західного входу, який, однак, не використовувався на момент відкриття станції. 

На станційній платформі є робота Антті Танту Rooting .

Конструкція: односклепінна станція глибокого закладення з однією острівною платформою. Глибина закладення — 14.7  м

Пересадка на автобуси маршрутів: 143, 143A, 147, 147N, 148, 543, 544.